# Vesele, Lohvîțea
Vesele (în ucraineană Веселе) este un sat în comuna Hîreavi Iskivți din raionul Lohvîțea, regiunea Poltava, Ucraina.

## Demografie
Componența lingvistică a localității Vesele
     Ucraineană (100%)
Conform recensământului din 2001, toată populația localității Vesele era vorbitoare de ucraineană (100%).